# Carl Schuberth (musiker)

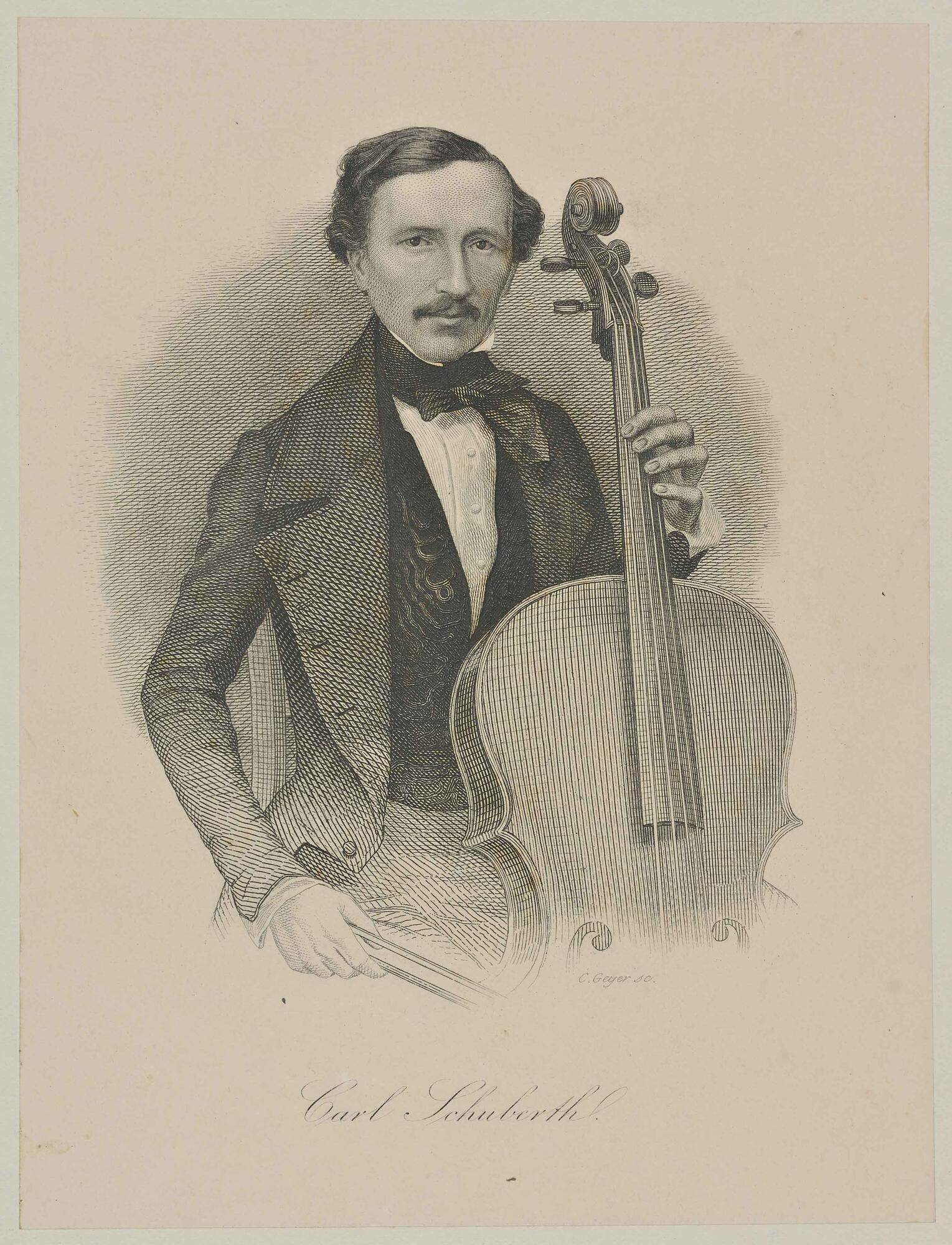
Karl Schuberth, bild från ca 1850

Carl Eduard Schuberth, född 25 februari 1811 i Magdeburg, död 22 juni 1863 i Zürich, var en tysk cellist. 
Schuberth, som var elev till Friedrich Dotzauer, företog från 1833 framgångsrika konsertturer, även genom Sverige (1847), och var under 20 års tid anställd i Sankt Petersburg som musikdirektör vid universitetet, hovkapellmästare och musikinspektor vid hovteaterskolan. Han skrev bland annat två violoncellkonserter, en sonat, fantasier, variationer för cello med orkester, en oktett, tre kvintetter och fyra kvartetter för stråkinstrument. Han invaldes 1848 som ledamot av Kungliga Musikaliska akademien i Stockholm.